# David Cuartero Sánchez
David Cuartero Sánchez (* 10. September 1985) ist ein spanischer Handballspieler.

## Vereinskarriere
Der 1,86 Meter große und 84 Kilogramm schwere rechte Außenspieler stand bei Naturhouse La Rioja und zuvor bei BM Torrevieja unter Vertrag. Mit dem Club Balonmano Benidorm debütierte er in der Saison 2014/2015 in der Liga Asobal. Nach der Saison 2017/2018 wechselte er zum Zweitligisten Agustinos Alicante.

## Auswahlmannschaften
David Cuartero Sanchez stand im erweiterten Aufgebot der spanischen Nationalmannschaft, so für die Europameisterschaft 2010, die Weltmeisterschaft 2011 und die Europameisterschaft 2012, bestritt aber letztlich nie ein Länderspiel. Für die Jugendauswahl warf er in 14 Spielen 17 Tore und für die Juniorenauswahl in 29 Spielen 53 Tore.